# Habitatge plurifamiliar al carrer Tapioles, 34 (Barcelona)
L'habitatge plurifamiliar al carrer Tapioles, 34 és una obra de Barcelona protegida com a Bé Cultural d'Interès Local.

## Descripció
Aquest immoble es troba al carrer Tapioles, al barri de Poble Sec. És un edifici entre mitgeres que consta de planta baixa, cinc pisos i terrat. A la planta baixa hi ha tres portes allindades flanquejades per robustos pilars amb capitell decorat amb dues espirals molt esquemàtiques que recorden a un capitell jònic. A partir del primer pis hi ha quatre obertures per planta seguint els mateixos eixos verticals. Al primer pis aquestes s'obren a un balcó corregut amb la barana de ferro forjat i llosana recolzada sobre mènsules. A partir del segon pis les dues portes centrals s'obren a un balcó corregut amb característiques similars al del primer pis, i les dels extrems són portes balconeres amb barana de pedra calada amb motius circulars i vegetals. Les llindes i els brancals de les obertures estan decorades amb relleus vegetals. El parament està decorat amb esgrafiats de color verd sobre fons salmó combinat amb frisos de rajola i d'esgrafitas de color marró sobre fons verd. La façana està coronada per una potent cornisa recolzada sobre mènsules, sobre la qual hi ha decoració de palmetes.